# Monção

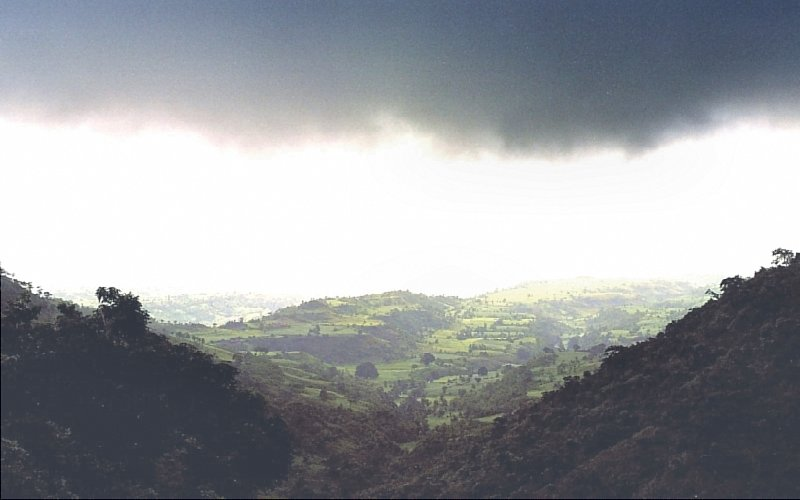
Céu nublado durante a monção nas montanhas de Vindhya, Índia central.

Distribuição mundial dos climas: a região colorida com cor mais ciano-esverdeada designa as regiões de monções.

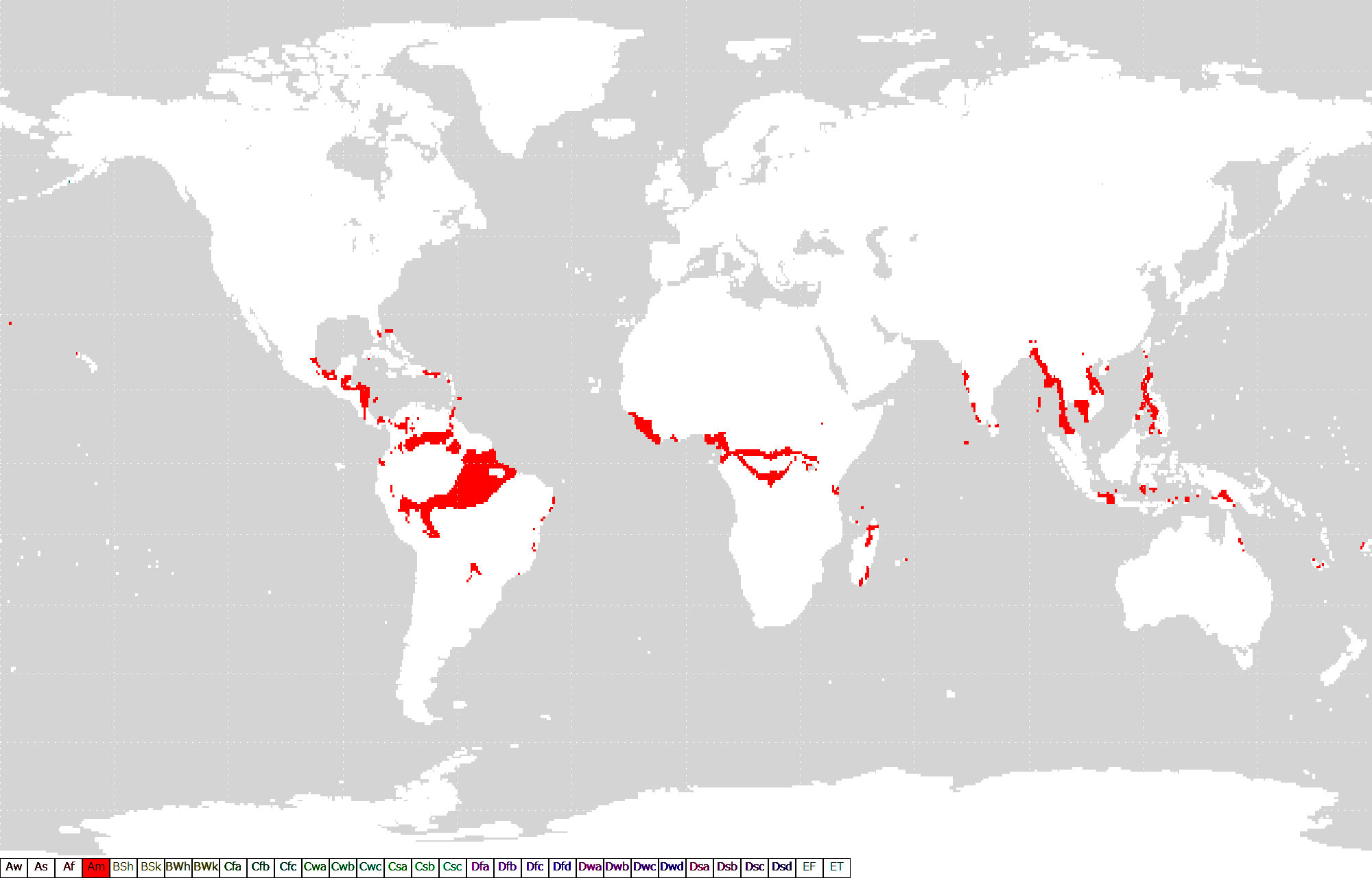
Regiões com clima do tipo Am.

Monção (do árabe: موسم [mausim], estação) é a designação dada aos ventos sazonais, em geral associados à alternância entre a estação das chuvas e a estação seca, que ocorrem em grandes áreas das regiões costeiras tropicais e subtropicais. A palavra tem a sua origem na monção do oceano Índico e sudeste da Ásia, onde o fenómeno é particularmente intenso. A palavra também é usada como nome da estação climática na qual os ventos sopram de sudoeste na Índia e países próximos e que é caracterizada por chuva intensa. Embora também existam monções em regiões subtropicais, por extensão, a designação de climas de monção ou climas monçónicos (tipo Am na classificação climática de Köppen-Geiger), é utilizada para designar o clima das regiões tropicais onde o regime de pluviosidade, e a consequente alternância entre estações seca e chuvosa, é governado pela monção.

## História
O fortalecimento da Monção Asiática tem sido associada ao soerguimento do Planalto do Tibete depois da colisão do Subcontinente indiano e da Ásia por volta de há 50 milhões de anos. Através de estudos de registros do Mar da Arábia e de poeira do Planalto de Loess na China, muitos geólogos acreditam que as monções se fortaleceram há cerca de 8 milhões de anos. Mais recentemente, estudos de fosseis de plantas na China e de registros de novos sedimentos de longa duração do Mar da China Meridional, determinaram que as monções começaram entre 15-20 milhões de anos e as associando ao soerguimento tibetano.
A monção tem variado significantemente em força ao longo do tempo, associada as mudanças climáticas globais, especialmente no ciclo glaciais do Pleistoceno. Um estudo de plâncton marinho sugeriu que a Monção Indiana se fortaleceu por volta de há 5 milhões de anos. Depois, durante os períodos glaciais, o nível do mar baixava e a passagem marítima indonésia se fechava. Quando isso acontecia, as águas frias do oceano Pacífico eram impedidas de entrar pelo oceano Índico. Acredita-se que o aumento das temperaturas da superfície do mar no oceano Índico aumentou a intensidade das monções.

## Origem do termo
A palavra monção teve a sua origem na designação dada pelos antigos marinheiros árabes do noroeste do oceano Índico e do mar Arábico às periódicas mudanças de direcção do vento que ocorrem ao largo das costas do subcontinente indiano e da Península Arábica, especialmente no mar Arábico, no golfo Pérsico e no noroeste do Índico, onde o vento sopra desde o sudoeste uma metade do ano e desde o nordeste durante a outra metade. A partir da designação árabe de موسم (mausim), a palavra foi-se estendendo pelos povos marítimos da região até ser incorporada na língua portuguesa a partir da qual se expandiu pelos diversos idiomas europeus, onde o fenómeno é designado por termos com esta etimologia.

## Causa das monções
O efeito de monção é causado pelo aparecimento sazonal de grandes diferenças térmicas entre os mares e as regiões continentais adjacentes nas zonas próximas dos bordos externos da célula de Hadley. A diferença de temperaturas gera-se devido à muito menor capacidade térmica das superfícies emersas face às regiões marítimas. Na realidade, os materiais geológicos que constituem os solos têm uma capacidade térmica relativamente baixa quando comparada com a da água, a que acresce o facto da variação de temperatura em geral não se propagar em cada estação do ano para além do 1 a 1,5 m abaixo da superfície. Esta realidade contrasta com a superfície dos mares, onde à muito maior capacidade térmica da água acresce a existência de convecção e de vorticidade induzida pelos ventos e chuvas que levam ao aparecimento de uma camada de mistura, de temperatura relativamente homogênea, que em geral ronda os 50 m de espessura.
Logo, a quantidade de calor que em cada estação quente é absorvida e acumulada nas águas do mar e é incomparavelmente maior do que a que acumulada em terra. Como consequência, as zonas terrestres aquecem com muito maior rapidez durante a estação quente, mas também arrefecem com ainda maior rapidez durante a estação fria.
Em resultado destas diferentes dinâmicas, durante o Verão a terra está mais quente que a água do mar, pelo que o ar quente sobre a terra tende a subir, criando uma área de baixa pressão atmosférica sobre a região, a qual contrasta com o ar mais fresco situado sobre o mar onde se forma uma região anticiclónica. Por sua vez, esta diferença de pressão atmosférica cria um vento constante no sentido do mar para terra, transportando para sobre o continente ar marítimo rico em humidade. Este ar, ao ser elevado pelo efeito convectivo, particularmente quando está presente sobre a região a Zona de Convergência Intertropical ou pelo efeito da presença de montanhas, esfria, o que provoca condensação e as consequentes chuvas.
Durante o Inverno a situação inverte-se: as regiões continentais arrefecem rapidamente enquanto os mares adjacentes se conservam quentes. Em resultado, forma-se anticiclones sobre as regiões terrestres e baixas pressões sobre os mares adjacentes, passando os ventos a soprar de terra para o mar, em geral muito secos e frios.
Este efeito contrastante é tanto maior quanto maior for o contraste entre terra e mar, intensificando-se com a dimensão da região continental e com a temperatura do oceano. É essa a razão que leva a que o monção asiática seja a mais intensa, resultado da dimensão da Ásia e do contraste térmico existente entre as planícies da Ásia Central e da Sibéria face às águas tépidas do Oceano Índico e do Oceano Pacífico Ocidental. Naquela região, os ventos da monção asiática sopram, no Verão, do mar para o continente (monção marítima) e no Inverno o sentido é do continente para o mar (monção continental), quando a terra esfria rapidamente, mas os oceanos retêm o calor mais tempo.
Existem mais sistemas de monções, como a monção norte-americana, sentida entre julho e setembro no Arizona, Novo México, Nevada, Utah, Colorado, Texas e Califórnia. Também se referencia a monção do nordeste asiático, sentida entre dezembro e o início de março.
No subcontinente indiano, onde a presença da cordilheira dos Himalaia cria condições excelentes para a formação da monção, esta começa pelo sudoeste, na costa de Kerala, na Índia, geralmente na primeira quinzena de Junho. A monção de noroeste em Tamil Nadu começa habitualmente em Outubro.
À medida que se compreendeu melhor as monções, a sua definição foi-se ampliando de forma a incluir quase todos os fenómenos associados com o ciclo meteorológico anual verificado nos territórios tropicais e subtropicais dos continentes da Ásia, Austrália e África junto com os seus mares e oceanos adjacentes. Nestas regiões ocorrem as mudanças climáticas sazonais mais dramáticas da Terra.
Num sentido mais amplo, no passado geológico, sistemas monçónicos têm acompanhado sempre a formação de supercontinentes, como a Pangeia, com os seus climas continentais extremos.